# Acido levulinico
L'acido levulinico o acido γ-cheto valerico è un acido grasso a basso peso molecolare contenente un gruppo carbonile. È compatibile e miscelabile con molti solventi idrocarburici alifatici e aromatici, con acqua, alcool, chetoni, aldeidi, acidi organici, esteri, eteri.

## Produzione
Si ottiene da levulosio, da inulina o amidi per bollitura con acido diluito quali acido cloridrico e acido solforico.
Un processo innovativo ottiene buone rese di acido levulinico da biomasse e fanghi di cartiera contenenti matrici cellulosiche. La trasformazione chimica della cellulosa prevede una idrolisi acida che produce:
cellulosa → acido levulinico + acido formico + acqua
Il brevetto del processo industriale, appartenente alla Biofine Inc. (Massachusetts - USA) sviluppato in collaborazione con Nyserda (New York - USA) e con Doe (US Department of Energy), ha ricevuto nel 1999 il premio della Green Chemistry Challenge.
In Italia il brevetto è stato comprato e applicato industrialmente dalla società Le Calorie di Caserta.

## Usi
Principalmente come intermedio chimico per altri prodotti di interesse industriale. Per la produzione dell'acido δ-amminolevulonico. Come materia prima alternativa per ottenere l'acido succinico e il metiltetraidrofurano.
Nella manifattura delle sigarette è usato per incrementare il rilascio di nicotina nel fumo e aumentarne l'efficacia a livello neuronale.
Nella cosmesi è utilizzato come agente profumante. Il suo nome INCI è LEVULINIC ACID. 
Può essere utilizzato anche come antimicrobico, pur non essendo classificato come conservante. 
Il suo potenziale antibiotico può essere sfruttato anche in prodotti per disinfezione.
| patogeno                         | MIC  | unità |
| -------------------------------- | ---- | ----- |
| Pseudomonas aeroginosa KCTC 1636 | 1,5  | mg/ml |
| Staphylococcus aureus KCTC 1621  | 3,5  | mg/ml |
| Candida albicans KCTC 7753       | 6    | mg/ml |
| Escherichia coli 0157            | 2    | mg/ml |
| Helicobacter pylori              | 0,78 | μg/ml |

### Esteri
Il gruppo carbossilico reagisce con gli alcool per formare esteri (se ne conoscono più di 75) e uno degli impieghi è proprio quello di materia prima per produrre esteri con un forte odore di frutta da impiegarsi successivamente come additivi. Il levulinato di etile può essere utilizzato come additivo ossigenato per combustibili per motore Diesel fin nella misura del 20%.
Gli esteri ad alto peso molecolare mostrano considerevoli capacità come plastificanti.

### Altri usi
Per la produzione dell'acido difenolico dalla condensazione di acido levulinico e fenolo.
Nella produzione di fibre sintetiche come il nylon, nelle gomme sintetiche e nella plastica.